# Angoche
Angoche   este un oraș în estul Mozambicului, în  provincia Nampula. Port la un golf al Oceanului Indian.